# Stephen Victor Graham
Stephen Victor Graham, ameriški admiral, * 4. marec 1874, † 2. september 1955.
Graham je bil kontraadmiral Vojne mornarice ZDA in guverner Ameriške Samoe med 9. septembrom 1927 in 2. avgustom 1929.